# Yeonpyeong haejeon
Pour plus de détails, voir Fiche technique et Distribution.
Yeonpyeong haejeon (연평해전, littéralement « la bataille de Yeonpyeong ») est un film sud-coréen réalisé par Kim Hak-soon, sorti en 2015.

## Synopsis
Le film retrace la seconde bataille de Yeonpyeong.

## Fiche technique
- Titre : Yeonpyeong haejeon
- Titre original : 연평해전
- Titre anglais : Northern Limit Line
- Réalisation : Kim Hak-soon
- Scénario : Kim Hak-soon d'après le roman de Choi Soon-jo
- Musique : Mok Young-jin
- Photographie : Bill Kim et Kim Hyung-koo
- Montage : Steve M. Choe
- Production : Kim Hak-soon et Jung Moon-goo
- Société de production : Rosetta Cinema
- Pays :  Corée du Sud
- Genre : Drame et guerre
- Durée : 130 minutes
- Dates de sortie : 
  -  Corée du Sud : 24 juin 2015

## Distribution
- Kim Mu-yeol : le capitaine Yoon Young-ha
- Jin Goo : le sergent Han Sang-kook
- Lee Hyun-woo : le médécin Park Dong-hyeok
- Lee Chung-ah : le capitaine Choi
- Jang Eui-soo : le caporal Kim Myeon-soo
- Lee Gun : le caporal Kwon Gi-hyung
- Han Chang-hyeon : le chef d'escouade
- Kang Han-saem : Kwon Ki-hyung
- Kwon Hwa-woon : le caporal Kim Seung-hyeon
- Hwang In-moo : le responsable radar
- Kim Ji-hoon : Jo Chun-hyung
- Lee Wan : le major Lee Hee-wan
- Han Yi-jin : le sergent Lee

## Distinctions
Le film a été nommé pour cinq Grand Bell Awards